# Discografia de Brave Girls
Brave Girls (em coreano: 브레이브걸스) é um grupo feminino sul-coreano formado pelo produtor Brave Brothers em 2011 e administrado pela Brave Entertainment. Depois de fazer sua estreia com o single The Difference em 7 de abril de 2011, o grupo já lançou seis mini-álbuns, incluindo Back to da Future (2011), Re-Issue (2012), High Heels (2016), Rollin' ( 2017),  Summer Queen (2021) e THANK YOU (2022),  um Repackage e 13 singles.
| Título            | Detalhes do Álbum | Melhores Posições | Vendas      |
| Título            | Detalhes do Álbum | COR               | Vendas      |
| ----------------- | --- | ----------------- | ----------- |
| Back to Da Future | - Data de Lançamento: 29 de Junho de 2011 - Gravadora: Brave Entertainment - Formato: CD, digital download Lista de Faixas 1. Back to da Future 2. 툭하면 (Easily) [feat. Skull] 3. 비가 내리면 (If It Rains) 4. 너무 아파 (It Hurts So Much) [feat. Maboos of Electroboyz] (Eunyoung Solo) 5. 아나요 (Do You Know) [Acoustic Version] 6. 툭하면 (Easily) [Instrumental] | 14                | - : 3,484+  |
| Re-Issue          | - Data de Lançamento: 22 de Fevereiro de 2012 - Gravadora: Brave Entertainment - Formatos: CD, digital download Lista de Faixas 1. B'Girls Are Back 2. 요즘 너 (Nowadays, You) 3. 말 없이 (Without a Word) 4. 요즘 너 (Nowadays, You) [Remix] 5. 요즘 너 (Nowadays, You) [Instrumental]                                                                                  | 14                | - : 2,865+  |
| High Heels        | - Data de Lançamento: 27 de Junho de 2016 - Gravadora: Brave Entertainment - Formatos: CD, digital download Lista de Faixas 1. 하이힐 (High Heels) 2. Help Me 3. Whatever 4. 만나지 말걸 (Let's Meet) 5. 변했어 (Deepened) | 22                | - : 973+    |
| Rollin'           | - Data de Lançamento: 07 de Março de 2017 - Gravadora: Brave Entertainment - Formatos: CD, digital download Lista de Faixas 1. Rollin' 2. Don't Hurry 3. Past Thoughts 4. High Heels (Remix) 5. Outro (Rollin') | 30                | - : 1,091+  |
| Summer Queen      | - Data de Lançamento: 17 de Junho de 2021 - Gravadora: Brave Entertainment - Formatos: CD, digital download Lista de Faixas 1. Chi Mat Ba Ram (치맛바람) 2. Pool Party (feat. E-Chan of DKB) 3. Summer By Myself (나 혼자 여름) 4. Fever (토요일 밤의 열기) 5. Chi Mat Ba Ram (Eng Ver.)                                                                                 | 3                 | - : 75,663+ |
| THANK YOU         | - Data de Lançamento: 14 de março de 2022 - Gravadora: Brave Entertainment - Formatos: CD, digital download Lista de Faixas | TBA               | TBA         |

| Título        | Detalhes do Álbum | Melhores Posições | Vendas         |
| Título        | Detalhes do Álbum | COR               | Vendas         |
| ------------- | --- | ----------------- | -------------- |
| After We Ride | - Data de Lançamento: 23 de Agosto de 2021 - Gravadora: Brave Entertainment - Formato: CD, digital download Lista de Faixas 1. After We Ride (술버릇)운전만해 그후) 2. Chi Mat Ba Ram [Versão Acústica] 3. FEVER [Remix] 4. Summer by Myself [Versão Piano] | 14                | - COR: 15.404+ |

| Título         | Detalhes do Álbum | Melhores Posições | Vendas         |
| Título         | Detalhes do Álbum | COR               | Vendas         |
| -------------- | --- | ----------------- | -------------- |
| The Difference | - Data de Lançamento: 7 de Abril de 2011 - Gravadora: Brave Entertainment - Formatos: CD, digital download Lista de Faixas 1. Ain't Nobody Like Brave Girls 2. So Sexy 3. 아나요 (Do You Know) 4. So Sexy (Instrumental) | 2                 | - COR: 11,644+ |

| Título                                                                                       | Ano  | Melhores Posições | Melhores Posições | Melhores Posições | Vendas (Downloads) | Álbum             |
| Título                                                                                       | Ano  | Gaon              | Hot               | EUA World         | Vendas (Downloads) | Álbum             |
| -------------------------------------------------------------------------------------------- | ---- | ----------------- | ----------------- | ----------------- | ------------------ | ----------------- |
| "Do You Know" (아나요)                                                                       | 2011 | 19                | —                 | —                 | - :428,789+        | Back to Da Future |
| "Easily" (feat. Skull) (툭하면)                                                              | 2011 | 38                | 67                | —                 | - :698,375+        | Back to Da Future |
| "Nowadays, You" (요즘 너)                                                                    | 2012 | 21                | 18                | —                 | - :660,397+        | Re-Issue          |
| "For You" (포유)                                                                             | 2013 | 50                | 61                | —                 | - :50,585+         | Single sem Álbum  |
| "Deepened" (변했어)                                                                          | 2016 | 131               | —                 | 14                | - :10,942+         | High Heels        |
| "High Heels" (하이힐)                                                                        | 2016 | 135               | —                 | —                 | - :12,034+         | High Heels        |
| "Yoo-hoo"                                                                                    | 2016 | —                 | —                 | —                 | - :3,591+          | Single sem Álbum  |
| "Rollin'"                                                                                    | 2017 | 1                 | 1                 | 13                | - : 2,500,000+     | Rollin'           |
| "We Ride (운전만해)"                                                                         | 2020 | 4                 | 4                 | —                 | N/A                | Single sem Álbum  |
| "Chi Mat Ba Ram" (치맛바람)                                                                  | 2021 | 3                 | 2                 | —                 | N/A                | Summer Queen      |
| "After We Ride" (술버릇 운전만해그후)                                                        | 2021 | 51                | 62                | —                 | N/A                | After "We Ride"   |
| "—" indica lançamentos que não figuraram nas paradas ou que não foram lançados nessa região. |      |                   |                   |                   |                    |                   |

| Título                                                                                  | Ano  | Posição | Posição | Álbum             |
| Título                                                                                  | Ano  | COR     | COR Hot | Álbum             |
| --------------------------------------------------------------------------------------- | ---- | ------- | ------- | ----------------- |
| "Intro (Ain't nobody like Brave girls)"                                                 | 2011 | —       | —       | The Difference    |
| "So Sexy"                                                                               | 2011 | —       | —       | The Difference    |
| "So Sexy (Instrumental)"                                                                | 2011 | —       | —       | The Difference    |
| "Back to Da Future"                                                                     | 2011 | —       | —       | Back to Da Future |
| "비가 내리면"                                                                           | 2011 | —       | —       | Back to Da Future |
| "너무 아파 (part. Maboos do Electroboyz: 은영 solo)"                                    | 2011 | —       | —       | Back to Da Future |
| "아나요 (versão acústica)"                                                              | 2011 | —       | —       | Back to Da Future |
| "툭하면 (Instrumental)"                                                                 | 2011 | —       | —       | Back to Da Future |
| "B'Girls Are Back"                                                                      | 2012 | —       | —       | Re-Issue          |
| "말 없이"                                                                               | 2012 | —       | —       | Re-Issue          |
| "요즘 너 (Remix)"                                                                       | 2012 | —       | —       | Re-Issue          |
| "요즘 너 (Instrumental)"                                                                | 2012 | —       | —       | Re-Issue          |
| "Help Me"                                                                               | 2016 | —       | —       | High Heels        |
| "Whatever"                                                                              | 2016 | —       | —       | High Heels        |
| "만나지말걸"                                                                            | 2016 | —       | —       | High Heels        |
| "옛생각"                                                                                | 2017 | —       | —       | Rollin'           |
| "서두르지마"                                                                            | 2017 | —       | —       | Rollin'           |
| "하이힐 (Remix)"                                                                        | 2017 | —       | —       | Rollin'           |
| "Outro(Rollin')"                                                                        | 2017 | —       | —       | Rollin'           |
| Rollin' (New Version)                                                                   | 2018 | 163     | —       | Single sem Álbum  |
| "Pool Party" (Feat. 이찬 do DKB)                                                        | 2021 | 112     | —       | Summer Queen      |
| "Summer by Myself" (나 혼자 여름)                                                       | 2021 | 123     | 99      | Summer Queen      |
| "Fever" (토요일 밤의 열기)                                                              | 2021 | 134     | —       | Summer Queen      |
| "Chi Mat Ba Ram (Versão inglês)"                                                        | 2021 | —       | —       | Summer Queen      |
| "Chi Mat Ba Ram (Acoustic Ver.)"                                                        | 2021 | —       | —       | After 'We Ride'   |
| "Fever (Remix)"                                                                         | 2021 | —       | —       | After 'We Ride'   |
| "Summer by Myself (Versão Piano)"                                                       | 2021 | —       | —       | After 'We Ride'   |
| "—" indica lançamentos que não entraram nas paradas ou não foram lançados nessa região. |      |         |         |                   |

| Título                                                                                  | Ano  | Peak chart posição | Peak chart posição | Vendas (Downloads) | Álbum                      |
| Título                                                                                  | Ano  | COR                | COR Hot            | Vendas (Downloads) | Álbum                      |
| --------------------------------------------------------------------------------------- | ---- | ------------------ | ------------------ | ------------------ | -------------------------- |
| "Red Sun" (com Lotte Department Store)                                                  | 2021 | —                  | —                  | —                  | Song For You Project Vol.2 |
| "—" indica lançamentos que não entraram nas paradas ou não foram lançados nessa região. |      |                    |                    |                    |                            |

| Título                                                                                  | Ano  | Peak chart posição | Peak chart posição | Vendas (Downloads) | Álbum                                      |
| Título                                                                                  | Ano  | COR                | COR Hot            | Vendas (Downloads) | Álbum                                      |
| --------------------------------------------------------------------------------------- | ---- | ------------------ | ------------------ | ------------------ | ------------------------------------------ |
| Passing of the Year (com Electroboyz, BIGSTAR & Park Soo Jin)                           | 2013 | 105                | 90                 | - :18,239          | Passing of the Year (Prod. Brave Brothers) |
| Summer Taste (com Rain, MONSTA X & ATEEZ)                                               | 2021 | —                  | —                  | —                  | Taste of Korea                             |
| "—" indica lançamentos que não entraram nas paradas ou não foram lançados nessa região. |      |                    |                    |                    |                                            |